# Minakuchi-juku

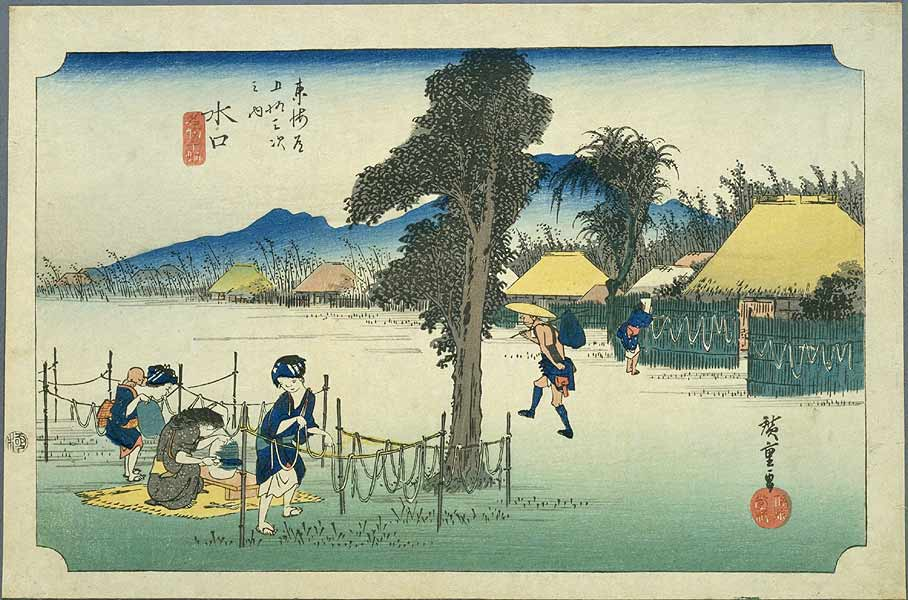
Stacja w latach 30. XIX wieku, Hiroshige Andō

Minakuchi-juku (jap. 水口宿 Minakuchi-juku) – pięćdziesiąta z 53 stacji szlaku Tōkaidō, położona obecnie w mieście Kōka, w prefekturze Shiga w Japonii.